# Course de côte du Kesselberg

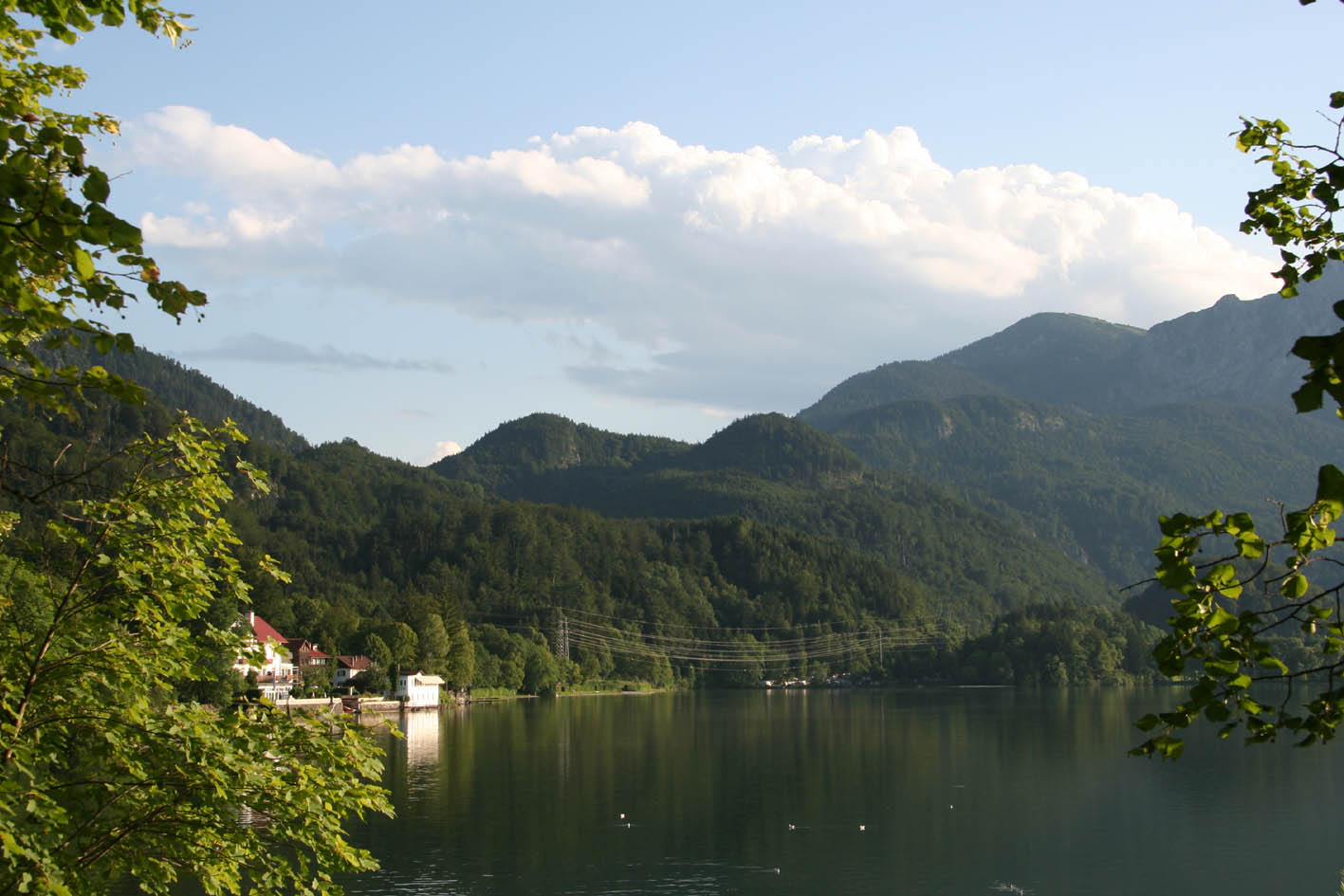
Site bavarois du Kesselberg…

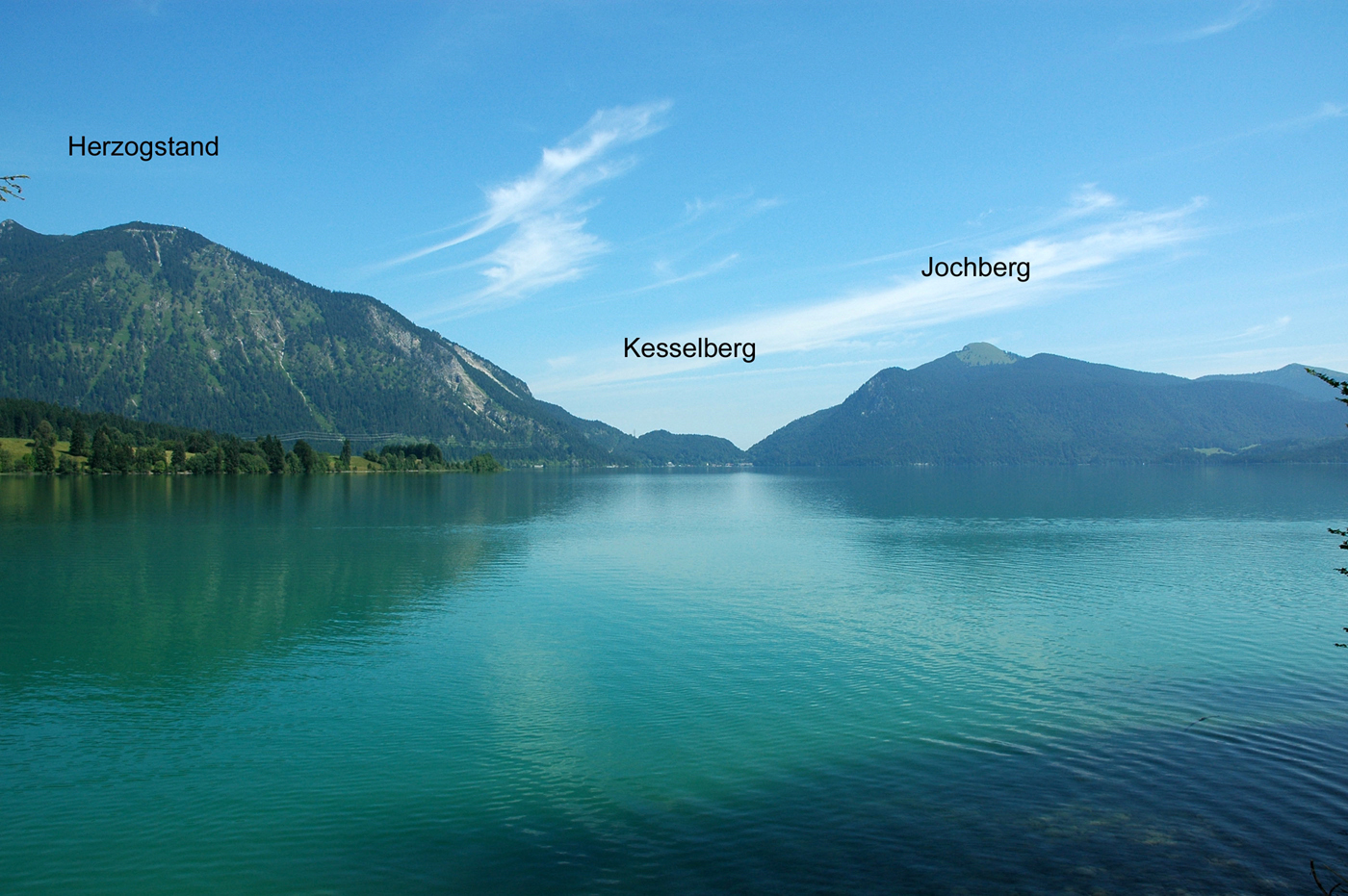
… entre l'Herzogstand et le Jochberg.

La course de côte du Kesselberg était une compétition automobile disputée le plus souvent au mois de juin, mais aussi parfois en août (notamment la première édition), qui donna lieu à dix courses, dont huit consécutives, dans les préalpes bavaroises pour rallier le col du Kesselberg (de) (ou Kesselbergpass), qui permet le passage à 858 mètres d'altitude du lac de Kochel au lac Walchen (entre les sommets d'Herzogstand et du Jochberg (de)). Y participaient également des motocyclettes, et l'organisation en fut confiée à sa reprise après-guerre au Deutsche Automobil-Club e. V..

## Histoire

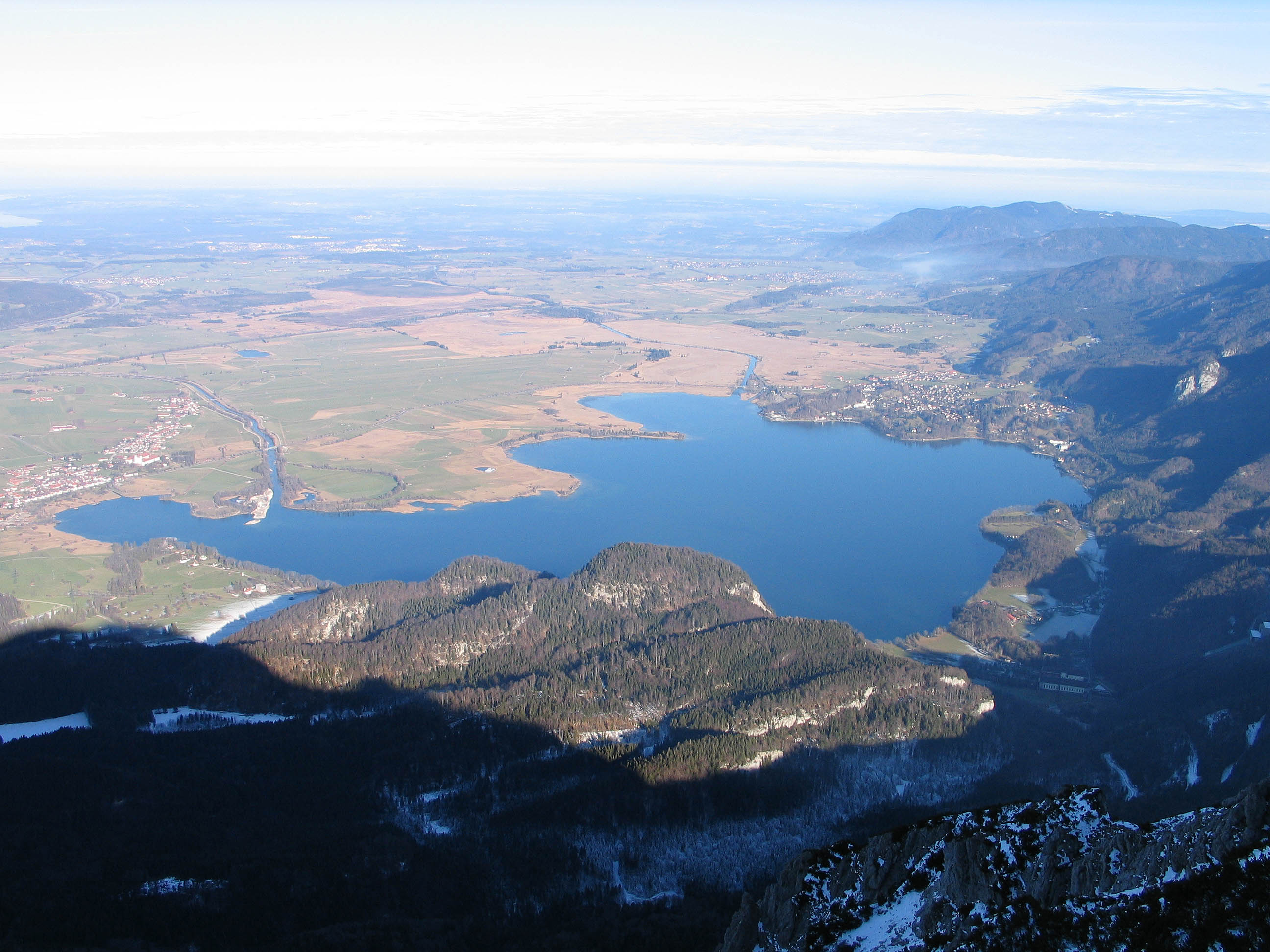
Le lac de Kochel, proche de l'Herzogstand.

Son parcours était invariablement long de cinq kilomètres, hormis en 1931 où il perdit 200 mètres.
Les deux premières courses furent disputées comme étapes du Herkomer-Konkurrenz, la course d'Hubert von Herkomer.
Une autre édition dite du Kesselberg eut également lieu en 1910, gagnée par l'Allemand Otto Bartsch (sur Brennabor 12/14 hp), mais elle emprunta alors un trajet de 5 000 mètres différent, aussi inscrit dans le sud de la Bavière. 
Le Baron Hans Stuck obtint gain de course à cinq reprises, dont trois consécutives, mais pas dans le cadre du championnat d'Europe de la montagne (dont une manche fut organisée sur place en 1931 et 1932). Il réalisa par deux fois le meilleur temps en course, en 1934 et 1935 (avec un chronométrage de 3 min 44 s).
L'épreuve était aussi régulièrement incorporée au Deutschen Bergmeisterschaft, championnat national de côte.

## Palmarès

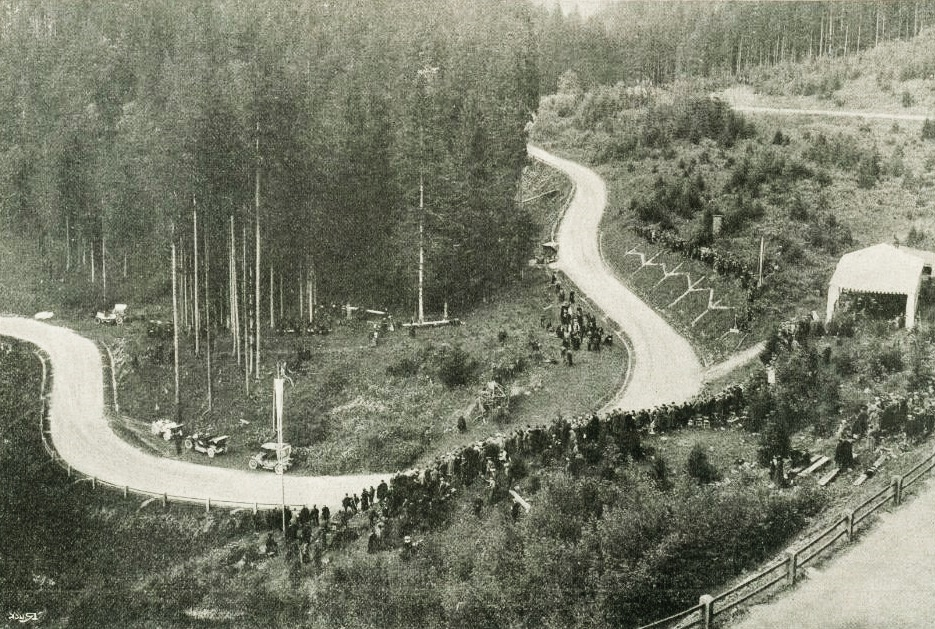
La première course de côte du Kesselberg, en 1905.

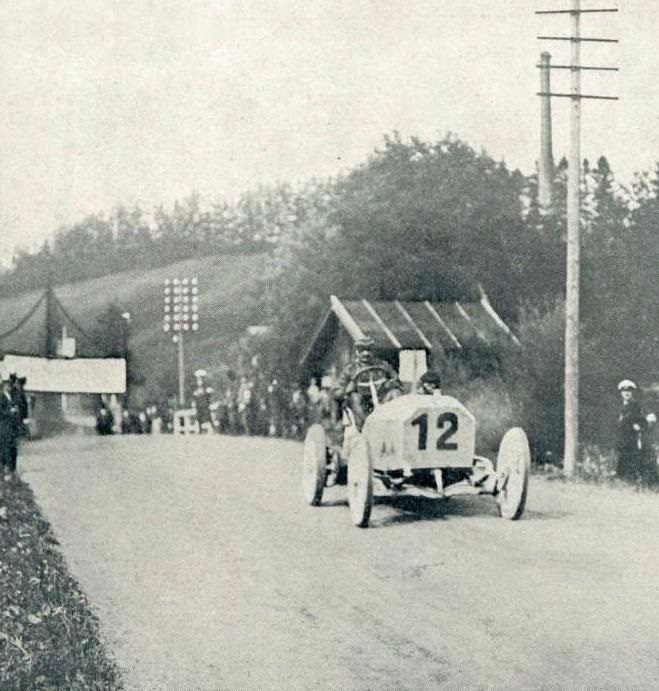
Otto Hieronimus, le vainqueur.

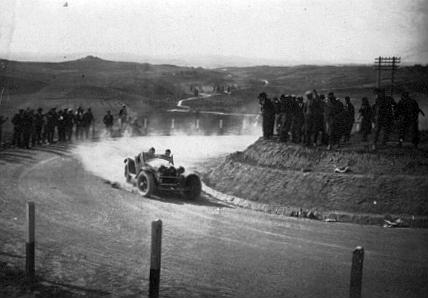
Rudolf Caracciola sur Alfa Romeo 8C 2300 en 1932 (ici aux Mille Miglia entre Radicofani et Montalcino, en équipe avec Pietro Bonini).

| 1905      | Otto Hieronimus         | Mercedes 90 hp           |               |               |
| 1906      | Non disputée            | Non disputée             | Non disputée  | Non disputée  |
| 1907      | Hans Aschoffs           | Métallurgique            |               |               |
| 1908-1927 | Non organisée           | Non organisée            | Non organisée | Non organisée |
| 1928      | Hans Stuck              | Austro-Daimler ADM-R     |               |               |
| 1929      | Hans Stuck              | Austro-Daimler ADM-R     |               |               |
| 1930      | Hans Stuck              | Austro-Daimler ADR 3,6 l |               |               |
| 1931      | Juan Zanelli            | Nacional Pescara 2,8 l   |               |               |
| 1932      | Rudolf Caracciola       | Alfa Romeo 8C 2300 Monza |               |               |
| 1933      | Manfred von Brauchitsch | Mercedes-Benz SSKL       |               |               |
| 1934      | Hans Stuck              | Auto Union Type A        |               |               |
| 1935      | Hans Stuck              | Auto Union Type B        |               |               |